# Karl Elis Bratt
Karl Elis Axel Bratt, född 5 januari 1907 i Umeå landsförsamling, Västerbottens län, död 31 januari 1998 i Hudiksvall, var en svensk präst. Han var far till Ingvar Bratt.
Bratt, som var son till slottspastor Elis Bratt och Elvina Rinman, blev efter studentexamen i Stockholm 1926 teologie kandidat vid Uppsala universitet 1932. Han var pastor och lärare vid skyddshemmet Hall 1933–1935, blev stiftsadjunkt i Uppsala ärkestift 1935, komminister i Hudiksvall 1939, var pastor vid Sophiahemmets sjukhus och assistent vid Sankt Lukasstiftelsen i Stockholm 1953–1955 och kyrkoherde i Hudiksvall 1955–1967. Han var ledamot av Sveriges scoutförbunds högkvarter 1938–1942 och tilldelades nämnda förbunds förtjänsttecken i guld. 